# Новостроенское кладбище
Новостроенское кладбище (разг. «Новостроенка») — кладбище в городе Батайске Ростовской области.

## История
Точной даты образования кладбища нет. Самые первые могилы на нём датируются 1941 годом. Возможно, оно возникло в годы Великой Отечественной войны.
Кладбище находится на ограниченном участке земли: вытянуто вдоль Восточного шоссе, огибающего город Батайск, с одной стороны, и городской улицей Степана Разина — с другой стороны. С юга и севера оно выходит на жилые и промышленно-коммунальные зоны Батайска. Поэтому Новостроенское кладбище было закрыто для захоронений в 1994 году, но новые могилы на его территории появляются по настоящее время. Разрешено подзахоранивать кремированных родных.
На кладбище похоронено много военных, живших в городском микрорайоне Авиагородок. Имеется несколько могил протоиереев РПЦ.
На территории кладбища нет никаких административных построек. Единственным элементом инфраструктуры имеются две парковки при въезде с улицы Социалистической, который является главным входом на кладбище. В связи с тем, что кладбище закрыто, территория на нём неухоженная — вокруг скопилось много мусора.

Мемориал погибшим военным

На северной окраине кладбища имеется мемориал военнослужащим, погибшим в Авиационной катастрофе над Ейским Лиманом в 1988 году. На территории мемориала похоронены: Матросов Ф. К., Каспартов В. И., Зрилов И. А., Гусев М. К., Черновол И. М., Филимонов В. Я., Антонов Ю. В., Паль С. А., Рудниченко Ю. В., Чижиков К. А., Пауков Г. Н. и Вирзум В. Ф.